# 江子健
江子健（1988年4月14日—），是台灣的棒球選手之一，曾效力於中華職棒興農牛隊及義大犀牛隊，守備位置為捕手，2013年6月6日，遭指控在5月時和友人到KTV唱歌結束後發現一名酒醉的林姓女子，並試圖將她帶到汽車旅館性侵，林姓女子提告後義大犀牛隨即將他開除，2014年，台北地方法院判決江子健依乘機猥褻罪判處7個月有期徒刑，緩刑3年。

## 經歷
- 台北市東園國小少棒隊
- 台北市華興中學青少棒隊
- 台北市華興中學青棒隊
- 桃園縣開南大學棒球隊
- 國家儲訓棒球隊（國訓中心）（2010年）
- 中華職棒興農牛隊代訓球員（2010年12月31日－2011年11月10日）
- 中華職棒興農牛隊（2011年11月10日—2012年12月16日）
- 中華職棒義大犀牛隊 （2012年12月17日—2013年6月6日）

## 職棒生涯成績
| 年度   | 球隊   | 出賽 | 打數 | 安打 | 全壘打 | 打點 | 盜壘 | 四死 | 三振 | 壘打數 | 雙殺打 | 打擊率 |
| ------ | ------ | ---- | ---- | ---- | ------ | ---- | ---- | ---- | ---- | ------ | ------ | ------ |
| 2012年 | 興農牛 | 2    | 2    | 0    | 0      | 0    | 0    | 0    | 1    | 0      | 0      | 0.000  |
| 合計   | 1年    | 2    | 2    | 0    | 0      | 0    | 0    | 0    | 1    | 0      | 0      | 0.000  |

## 特殊事蹟
- 2011年4月16日，於台南棒球場對戰統一二軍，單場擊出三支雙殺打，打破二軍紀錄。
- 2012年4月11日，於新竹棒球場對戰統一二軍，在六局上從曹家瑋手中轟出陽春全壘打，為個人本季二軍首轟，同時也是個人二軍生涯第一支。
- 2012年9月9日，一軍生涯初登板於屏東棒球場對戰兄弟象隊，擔任先發第八棒捕手，個人首打席面對林煜清遭到三振，總計只打一打席就退場，由方克偉接替蹲捕。

## 外部連結
- 江子健在台灣棒球維基館上的頁面（繁體中文）
- 球員資訊和成績在中華職棒官網（中文）